# Charles-Maurice de Talleyrand
Charles-Maurice de Talleyrand-Périgord (Parijs, 2 februari 1754 – aldaar, 17 mei 1838), hertog van Talleyrand, vorst van Benevento, was een Frans politicus en diplomaat. Hij werkte succesvol als ambassadeur, minister van Buitenlandse Zaken (drie keer) en premier onder het regime van Lodewijk XVI, Napoleon I, Lodewijk XVIII, Karel X en Lodewijk Filips.
Hij speelde een belangrijke rol op het Congres van Wenen in 1814-1815, waar hij een gunstige regeling voor Frankrijk onderhandelde. Omdat hij onder zeer uiteenlopende regimes hoge posten heeft bekleed, wordt Talleyrand wel beschouwd als het schoolvoorbeeld van een opportunistisch politicus. Talleyrand behield steeds de etiquette en tafelmanieren van het ancien régime. 

## Biografie
Omdat hij kreupel was en een aangepaste schoen droeg, kon hij geen militaire carrière maken. Talleyrand werd voor de geestelijke stand bestemd. Van 1788 tot 1791 was hij bisschop van Autun. In 1789 sloot hij zich aan bij de Nationale Grondwetgevende Vergadering van de Derde stand en werkte hij mee aan de Déclaration des Droits de l’Homme et du Citoyen. Eind maart 1790 werd door de Assemblėe het monopolie van de landadel op maten en gewichten afgeschaft en in april deed Talleyrand als eerste een voorstel tot "metrologische" hervormingen. Vervolgens ontstond er een chaos in de maten en gewichten, waarmee nog meer fraude en speculatie in de hand werd gewerkt. In 1790 heeft hij een mis opgedragen op het Champ-de-Mars ter herdenking van de Val van de Bastille.
Omdat hij in 1791 als eerste katholieke geestelijke de eed op de grondwet aflegde, werd hij door paus Pius VI geëxcommuniceerd. Vanwege een gebrek aan liquide middelen ging op zijn voorstel de Nationale Vergadering over tot secularisatie, oftewel onteigening van kerkelijke bezittingen.
Gedurende de Terreur verbleef hij – wegens zijn vroegere connecties met Lodewijk XVI – veiligheidshalve in Engeland en de Verenigde Staten (1794-95). In Philadelphia maakte hij kennis met de Amsterdamse bankier en projectontwikkelaar Theophile Cazenove. Na zijn terugkeer werd hij door Madame de Staël voorgesteld aan Paul Barras. Hij was van 1797 tot 1807 minister van Buitenlandse Zaken, als opvolger van Charles Delacroix.
Talleyrand steunde Napoleon Bonaparte bij diens staatsgreep van 18 Brumaire in 1799.
Hij regelde de verhouding tussen kerk en staat in het Concordaat van 15 juli 1801; in 1802 trad hij weer toe tot de kerk. In september van dat jaar trouwde hij met Noëlle-Catherine Verlée (voorheen: Mme Grand) die hij sinds drie jaar kende en met wie hij samenwoonde; in 1815 werd dit huwelijk door echtscheiding ontbonden. In 1806 is hij benoemd tot prince de l'Empire als prins van Benevento. De voormalige pauselijke enclave Benevento bezocht Talleyrand nooit.

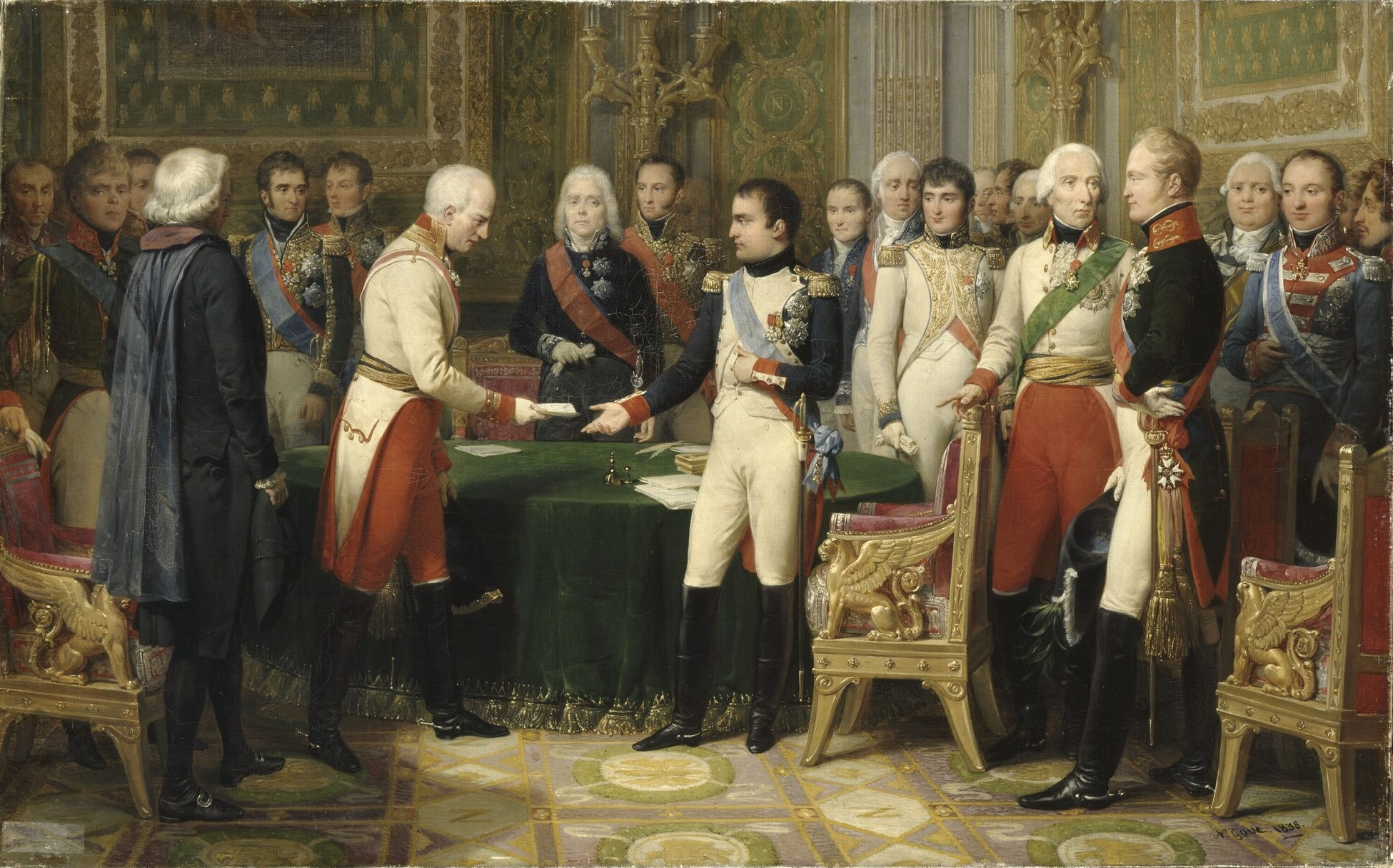
Verraad van Erfurt. Talleyrand staande achter de tafel

Hij werd tot wanhoop gedreven door Napoleons tomeloze veroveringsdrift die volgens Talleyrand wel een keer fout moest aflopen; zo bezwoer hij Napoleon in 1808 om zich niet in het Spaanse wespennest te steken, maar tevergeefs. Het liep inderdaad op een ramp uit, en leidde tot een uitzichtloze guerrilla, die bovendien gesteund werd door Britse invasietroepen. In september 1808, toen Napoleon trachtte in het Duitse Erfurt een alliantie met Rusland aan te gaan, merkte Talleyrand achter diens rug om tegen de tsaar Alexander I van Rusland op: "Het Franse volk is beschaafd, maar zijn keizer is het niet; de soeverein der Russen is beschaafd, maar zijn volk niet". De onderhandelingen liepen dan ook op niets uit. Dit 'verraad van Erfurt' zou hij in zijn memoires omschrijven als de redding van het machtsevenwicht in Europa.
Toen Napoleon eind 1808 in Spanje was, wegens de escalerende oorlog aldaar, werd in Parijs een tijd lang niets van hem vernomen. Er ontstonden geruchten dat hij dood was. Talleyrand raakte betrokken bij plannen om keizerin Joséphine dan maar tot regentes uit te roepen. Napoleon keerde in januari 1809 terug en kreeg lucht van deze samenzwering. In een dertig minuten durend onderhoud werd Talleyrand de huid vol gescholden ('la boue dans un bas de soie' oftewel 'een zijden kous vol stront') en werd hij ontslagen. Talleyrand wist een totale val te voorkomen en trad zelfs af en toe op als adviseur.
Hij was alweer "Grand Chambellan" toen het Franse keizerrijk in januari 1814 op instorten stond; Napoleon benoemde hem tot lid van de regentschapsraad die hem voorlopig moest vervangen. Als enig lid van deze raad bleef hij door een list in Parijs toen de vijandelijke coalitietroepen de hoofdstad naderden. Hij kon zodoende de onderhandelingen met de vijand beginnen en de Senaat voor bekrachtiging van deze onderhandelingen bijeenroepen.

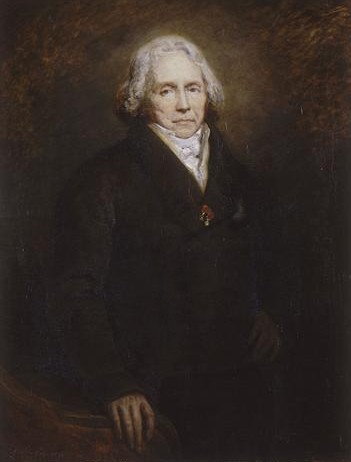
Talleyrand door Ary Scheffer

Na de val van Napoleon zette hij zich in voor de terugkeer van de Bourbons. In 1814 kreeg Talleyrand de leiding over de voorlopige regering. Lodewijk XVIII benoemde hem opnieuw tot minister van Buitenlandse Zaken.
Talleyrand nam in 1815 deel aan het Congres van Wenen en bewerkstelligde de terugkeer van de Bourbons in het Koninkrijk Napels. Omdat hij niet bij machte was gunstiger voorwaarden voor Frankrijk binnen te halen, trad hij af. Na de Julirevolutie (1830) werd hij benoemd tot Frans ambassadeur te Londen (1830-1834) en werkte mee aan het regelen van de Belgische kwestie. Waarover hij toen zei: "De Belgen? Een natie is het niet, en nog geen tweehonderd protocollen zullen er ooit een natie van maken. Dit België zal nooit een land zijn. Dat kan niet lukken." Destijds zei hij over de grootmachten tijdens het Congres: De grootmachten zijn te bang om elkaar te bevechten en te dom om het eens te worden.
Talleyrand was een fijnproever en een wijnkenner. Hij had de gewoonte om iedere morgen met zijn kok het menu te bespreken. Talleyrand meende dat Engeland drie sausen had en 360 godsdiensten. Frankrijk daarentegen had 360 sausen en drie godsdiensten. Talleyrand was de man die escargot op het menu van de Franse elite bracht, toen hij escargot à la bourguignonne serveerde gedurende een bezoek van de Russische tsaar Alexander I in 1814.
Er wordt vaak geschreven dat de schilder Eugène Delacroix niet de zoon was van zijn voorganger op Buitenlandse Zaken, die destijds veelvuldig in de Bataafse Republiek verbleef en tevens een gigantisch gezwel op zijn buik had, maar de zijne. Talleyrand steunde de schilder krachtig in zijn carrière.
Hoewel Talleyrand sinds zijn excommunicatie in 1791 steeds meer naar het atheïsme neigde, keerde hij aan het eind van zijn leven door een reeks van gebeurtenissen in zijn familiesfeer terug tot het katholieke geloof. Op zijn sterfbed ontving hij derhalve van een priester het H. Oliesel. Hij kreeg een kerkelijke begrafenis, maar bleef in de ogen van de boeren, adel en overige katholieken toch symbool van verraad aan vorst en God, terwijl Talleyrand in de ogen der liberalen en revolutionairen een groot diplomaat was geweest.

## Onderscheidingen
- Grootkruis in de Orde van het Legioen van Eer (Frankrijk)
- Grootkruis in de Orde van Sint Stefanus (Hongarije)
- Grootkruis in de Leopoldsorde (Oostenrijk)
- Grootkruis in de Kroonorde (Württemberg)
- Orde van Sint Hubertus (Beieren)
- Orde van de Kroon van Ruciana (Saksen)
- Orde van de Zwarte Adelaar (Pruisen)
- Orde van het Gulden Vlies (Spanje)
- Orde van de Leeuw en de Zon (Perzië)
- Orde van de Olifant (1815, Denemarken)

## Trivia
- Op de TEFAF 2010 te Maastricht verwisselde Talleyrands baldakijnbed in empirestijl, van zijn slaapkamer op het kasteel van Valençay voor €380.000 van eigenaar. De zijden baldakijn van het bed is vernieuwd omdat zijde slechts vijftig jaar meegaat.